# Andrzej Dubas
`
Andrzej Filip Dubas (ur. 29 listopada 1932 w Wągrowcu) – polski profesor nauk rolniczych w zakresie agronomii, uprawy roli i roślin rolniczych, nauczyciel akademicki, doktor honoris causa multi

## Życiorys
W 1954 ukończył studia w Wyższej Szkole Rolniczej w Poznaniu z tytułem zawodowym magistra inżyniera rolnictwa. Bezpośrednio po studiach został zatrudniony w macierzystej Uczelni na stanowiska asystenta naukowo-technicznego, a następnie pracował jako adiunkt, docent i profesor w Instytucie Uprawy Roli i Roślin. Otrzymał stopień naukowy doktora (1962), doktora habilitowanego (1974), tytuł naukowy profesora nadzwyczajnego (1979) i tytuł profesora zwyczajnego (1990).

## Praca naukowo-dydaktyczna
Główny obszar badań naukowych obejmuje doskonalenie metod agrotechnicznych uprawy roślin rolniczych, głównie kukurydzy, a ponadto wpływ zabiegów agrotechnicznych na środowisko i jakość produktów, możliwości ekologizacji rolnictwa w zakresie produkcji roślinnej, promocji zasad rolnictwa integrowanego, racjonalnego rozwoju rolnictwa ekologicznego w powiązaniu z produkcją alternatywną, zwłaszcza z agroturystyką. Jest autorem ponad 200 prac naukowych, instrukcji wdrożeniowych, ekspertyz naukowych, opracowań popularno-naukowych oraz 11 podręczników i skryptów akademickich. Prowadząc wieloletnią działalność badawczą i dydaktyczną stworzył szkołę naukową, tworząc pionierskie podstawy doskonalenia uprawy i wykorzystania kukurydzy.
Jest rzeczoznawcą z zakresu rolniczej produkcji roślinnej, likwidacji szkód losowych w produkcji roślinnej, ochrony roślin przed chorobami i szkodnikami, prowadzenia gospodarstw ekologicznych, gospodarki zrównoważonej i integrowanej.
W ciągu ponad 50 lat pracy naukowej wypromował 7 doktorów, 150 magistrów inżynierów i 7 licencjatów. Wykonał 12 recenzji rozpraw doktorskich, był recenzentem 36 przewodów habilitacyjnych, 42 wniosków o nadanie tytułu profesora i 4 wniosków nadanie najwyższej godności akademickiej – doktora honoris causa.
Był członkiem Rady Głównej Szkolnictwa Wyższego (1994–2002), Centralnej Komisji Do Spraw Stopni i Tytułów (1991–2010), Komitetu Uprawy Roślin Polskiej Akademii Nauk (przewodniczący w latach 1990–1998), Stowarzyszenia Inżynierów i Techników Rolnictwa, Polskiego Towarzystwa Agronomicznego oraz Polskiego Związku Producentów Kukurydzy.
W latach 1975–1984 był prorektorem do spraw nauki Akademii Rolniczej w Poznaniu. W latach 2004–2007 był profesorem Wyższej Szkoły Inżynieryjno-Ekonomicznej w Ropczycach, a od 2008 – profesorem Górnośląskiej Wyższej Szkoły Handlowej im. Wojciecha Korfantego w Katowicach.

## Odznaczenia i nagrody[2][1][11]
- Krzyż Komandorski Orderu Odrodzenia Polski (2000)
- Krzyż Oficerski Orderu Odrodzenia Polski (1989)
- Krzyż Kawalerski Orderu Odrodzenia Polski (1982)
- Złoty Krzyż Zasługi
- Medal Komisji Edukacji Narodowej (1983)
- Odznaka „Zasłużony Pracownik Rolnictwa”
- Odznaka „Zasłużony Pracownik Handlu Zagranicznego”
- nagrody Prezesa Polskiej Akademii Nauk
- nagrody Ministerstwa Edukacji Narodowej
- nagrody Ministerstwa Rolnictwa i Gospodarki Żywnościowej

## Doktoratyhonoris causa
- Akademii Techniczno-Rolniczej w Bydgoszczy (2001)[4]
- Uniwersytetu Warmińsko-Mazurskiego (2003)[5]
- Akademii Rolniczej w Szczecinie (2005)[6] – laudację wygłosił profesor Stanisław Dzienia[10]
- Uniwersytetu Szczecińskiego (2006)[7]
- Uniwersytetu Rolniczego w Krakowie (2009)[8]
- Uniwersytetu Przyrodniczo-Humanistycznego w Siedlcach (2014)[9]